# Ивакуни
Ива́куни (яп. 岩国市 Ивакуни-си) — город в Японии, находящийся в префектуре Ямагути. Площадь города составляет 873,85 км², население — 138 216 человек (1 августа 2014), плотность населения — 158,17 чел./км².

## Географическое положение
Город расположен на острове Хонсю в префектуре Ямагути региона Тюгоку. С ним граничат города Хикари, Янаи, Сюнан, Отакэ, Хацукаити, Масуда и посёлки Ваки, Табусе, Йосика.
Город расположен в дельте реки Нисики, через которую перекинут пешеходный мост Кинтай.

## Население
Население города составляет 138 216 человек (1 августа 2014), а плотность — 158,17 чел./км². Изменение численности населения с 1980 по 2005 годы:
| 1980 | 163 692 чел. |  |
| 1985 | 161 682 чел. |  |
| 1990 | 158 293 чел. |  |
| 1995 | 156 347 чел. |  |
| 2000 | 153 985 чел. |  |
| 2005 | 149 702 чел. |  |

## Символика
Деревом города считается камфорное дерево, цветком — цветок сакуры.

## Вооруженные силы
В городе расположена крупная база авиации морской пехоты США.

## Галерея

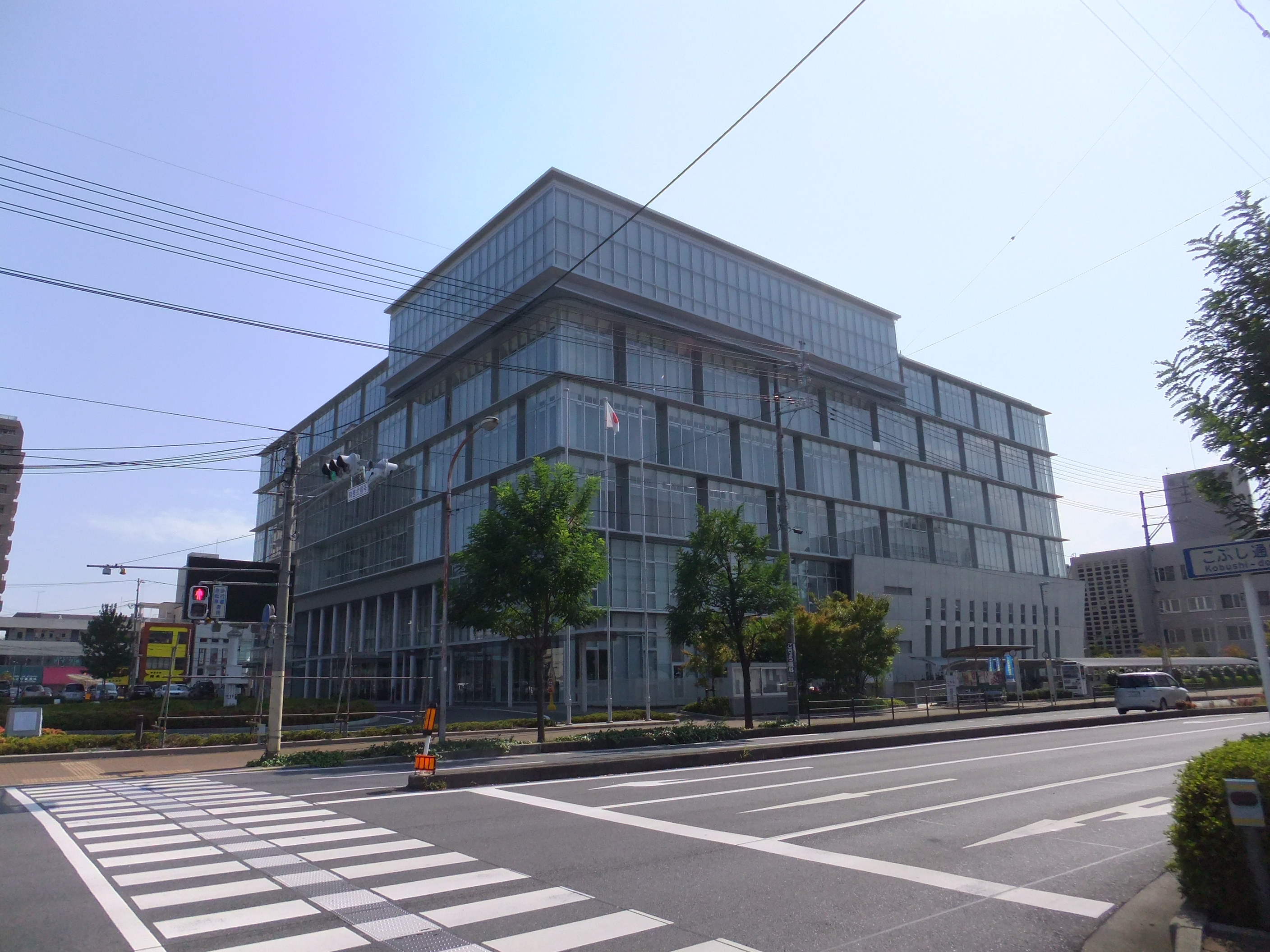
Мэрия города Ивакуни
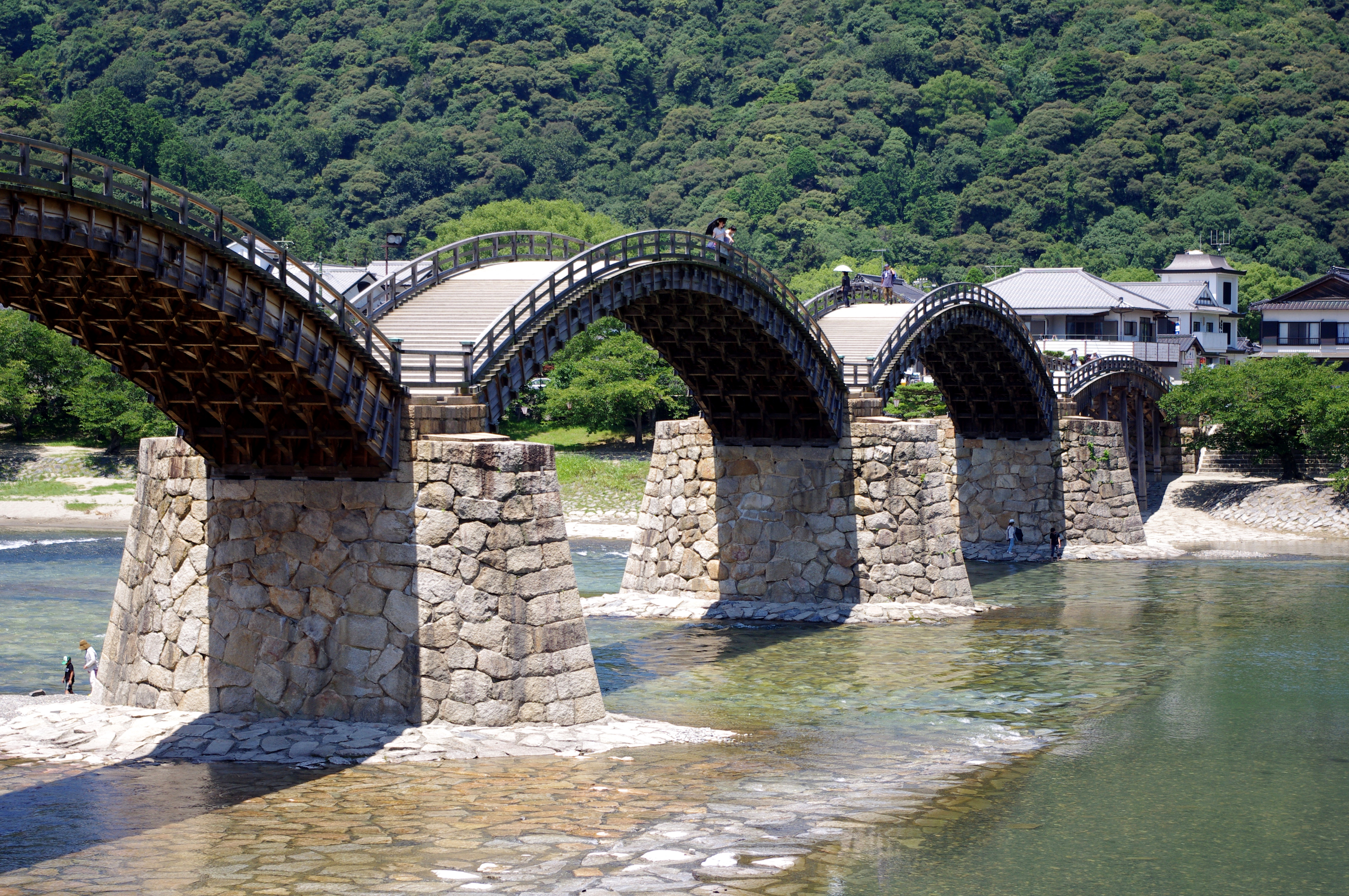
Мост Кинтай (июль 2010 года)